# Ваккер, Яков Яковлевич
Яков Яковлевич Ваккео — советский хозяйственный и политический деятель.

## Биография
Родился в 1921 году в селе Нем-Потовка. Член КПСС с 1968 года.
В 1940—1941 гг. — учитель неполной средней школы.
В 1941—1946 гг. — скотник мясосовхоза «Аламедин» Чкаловского района Петропавловской области Казахской ССР, бригадир-прораб «Челябметаллургстроя».
В 1946—1963 гг. — колхозник колхоза «Труд», учётчик Кантской МТС, плановик, экономист, заместитель председателя, в 1963—1993 гг. — председатель колхоза «Труд» села Люксембург Кантского района Киргизской ССР.
Избирался депутатом Верховного Совета Киргизской ССР 8-11-го созывов, народным депутатом Киргизской ССР/Жогорку Кенеша Киргизии 1-го созыва (1990—1993)
Умер в 1995 году в Германии.

## Награды
- Орден Ленина
- Орден Трудового Красного Знамени (дважды)
- Орден Дружбы народов
- Орден Знак Почёта